# 임원영
임원영은 비상교육에서 운영중인 수박씨닷컴의 국어 대표 교사이다. JTBC 방송 '공포자들'에 출연했다.

## 경력
現) 수박씨닷컴 국어 강사

前) 온라인 이투스ME 중등 국어 강사

前) sky 가람학원 수능/내신 고등 국어 강사

前) 이일용 어학원 수능/내신 국어 강사

前) 프레스학원 수능/내신 국어 강사

前) 전진학원 중고등부 국어 강사

前) 춘천 SBS 아나운서

### 학력
- 연세대학교 교육대학원 국어교육 석사과정 휴학

- 연세대학교 국어국문학 학사